# 科普特禮天主教索哈傑教區
科普特禮天主教索哈傑教區（拉丁語：Eparchia Sohagensis）是埃及一個東儀天主教（科普特禮）教區，屬亞歷山大宗主教區。
成立於1981年9月13日。2009年有12,510名教友、二十個堂區、廿四名司鐸。現任教區主教為若瑟‧阿布-凱爾。